# Governors Awards
De Governors Awards is een ceremonie en verzameling van jaarlijkse filmprijzen die worden uitgereikt door de Academy of Motion Picture Arts and Sciences (AMPAS) in de Grote Balzaal in het Hollywood & Highland Center in Hollywood. De nominaties en stemming van deze prijzen zijn voorbehouden aan de "Governors" van de AMPAS, een soort leden van de Raad van Bestuur. Deze prijzen worden toegekend sinds 2009 wegens nadat ze wegens tijdsgebrek uit de ceremonie van de Academy Award (Oscars) werden gehaald.

## Prijzen
De prijzen die er sinds 2009 worden uitgereikt zijn:

### Academy Honorary Award
De Academy Honory Award wordt toegekend aan personen die een leven lang zich verdienstelijk opstelde of heel uitzonderlijke prestaties leverden voor de filmindustrie of de AMPAS. De winnaars van deze prijs krijgen een klassieke oscartrofee maar soms kan dit ook een andere vorm van erkenning zijn.

### Jean Hersholt Humanitarian Award
De Jean Hersholt Humanitarian Award is een prijs die aan een Filmpersoonlijkheid wordt uitgereikt die zich voor een goed doel heeft ingezet. De prijs is genoemd naar Jean Hersholt (1886–1956) die 18 jaar lang de voorzitter was de Montion Picture Relief Fund en tussen 1945 en 1949 voorzitter was van AMPAS. De winnaars van deze prijs krijgen een klassieke oscartrofee.

### Irving G. Thalberg Memorial Award
De Irving G. Thalberg Memorial Award prijs wordt toegekend aan een producer waarvan het werk een hoge kwaliteit toont en is genoemd naar Irving Thalberg. Hoewel prijs ook de Honorary Oscar wordt genoemd hangt aan deze prijs geen Oscarbeeldje vast. De winnaars krijgen een kleine buste van Thalberg.

## Overzicht uitreikingen
| Jaar | Datum       | Honory Award                                               | Hersholt Award     | Thalberg Award                     |
| ---- | ----------- | ---------------------------------------------------------- | ------------------ | ---------------------------------- |
| 2009 | 14 november | Gordon Willis Lauren Bacall Roger Corman                   |                    | John Calley                        |
| 2010 | 13 november | Eli Wallach Jean-Luc Godard Kevin Brownlow                 |                    | Francis Ford Coppola               |
| 2011 | 12 november | Dick Smith James Earl Jones                                | Oprah Winfrey      |                                    |
| 2012 | 1 december  | D.A. Pennebaker George Stevens jr. Hal Needham             | Jeffrey Katzenberg |                                    |
| 2013 | 16 november | Angela Lansbury Piero Tosi Steve Martin                    | Angelina Jolie     |                                    |
| 2014 | 8 november  | Hayao Miyazaki Jean-Claude Carrière Maureen O’Hara         | Harry Belafonte    |                                    |
| 2015 | 14 november | Gena Rowlands Spike Lee                                    | Debbie Reynolds    |                                    |
| 2016 | 12 november | Anne Coates Frederick Wiseman Jackie Chan Lynn Stalmaster  |                    |                                    |
| 2017 | 11 november | Agnès Varda Charles Burnett Donald Sutherland Owen Roizman |                    |                                    |
| 2018 | 18 november | Cicely Tyson Lalo Schifrin Marvin Levy                     |                    | Kathleen Kennedy en Frank Marshall |
| 2019 | 27 oktober  | David Lynch Lina Wertmüller Wes Studi                      | Geena Davis        |                                    |